# Super Hrvoje
Super Hrvoje, właśc. Hrvoje Horvat – chorwacka postać komiksowa; pierwszy chorwacki superbohater.

## Tło
Hrvoje jako dziecko wyemigrował z rodzicami do Niemiec, jednakże jugosłowiańskie służby specjalne znalazły i zamordowały jego rodziców. Bohater został adoptowany przez rodzinę swojego przyjaciela, Stjepana, i pozostał w Niemczech. Na początku lat 90. Stjepan przyjechał do Chorwacji na wykopaliska archeologiczne, w trakcie których znalazł kamienny posąg mężczyzny. Po poznaniu legendy kryjącej się za tym posągiem, rozpoznał Hrvoja jako jej bohatera i poinformował go o tym. Hrvoje przyjechał do Chorwacji i stał się superbohaterem walczącym z jugosłowiańską armią.

## Informacje ogólne
Super Hrvoje jest nazywany „chorwackim Kapitanem Ameryką”, a także odpowiedzią na serbskiego Knindžę. Miał on na celu podnieść morale Chorwatów walczących na wojnie w Chorwacji. Również Bośniacy stworzyli własnego superbohatera, nazywanego Bosman. W 2012 roku w Kosowie zaprezentowano także albańskiego superbohatera, Shqiponję.
Autorami chorwackiego komiksu byli Nikola Listeš i Siniša Ercegovac. Jedyne wydanie komiksu ukazało się w czerwcu 1992 roku w 60 tys. egzemplarzy. Autorzy stworzyli również kolejną część dzieła, jednakże nie została ona opublikowana.

## Literatura dodatkowa
- Veronika Něničková: Kamienny bohater Super Hrvoje w obronie Chorwatów. W: Magdalena Roszczynialska, Katarzyna Wądolna-Tatar: Kamień w literaturze, języku i kulturze. T. 2. Kraków: Wydawnictwo Naukowe Uniwersytetu Pedagogicznego, 2013, s. 388–396. ISBN 978-83-7271-780-1.
- Ewa Wróblewska-Trochimiuk: Bosmen, Super Hrvoje i Knindže: Tożsamość narodowa w tekstach kultury popularnej. W: Magdalena Bogusławska, Jasmina Suler-Galos, Joanna Goszczyńska: Czytać, wędrować, być. Tom dedykowany Profesorowi Zdzisławowi Daraszowi. Warszawa: Wydział Polonistyki Uniwersytetu Warszawskiego, 2016, s. 163-178. ISBN 978-83-64111-98-3.